# Rhochmopterum arcoides
Rhochmopterum arcoides är en tvåvingeart som beskrevs av Munro 1935. Rhochmopterum arcoides ingår i släktet Rhochmopterum och familjen borrflugor. Inga underarter finns listade i Catalogue of Life.